# Pangrattato

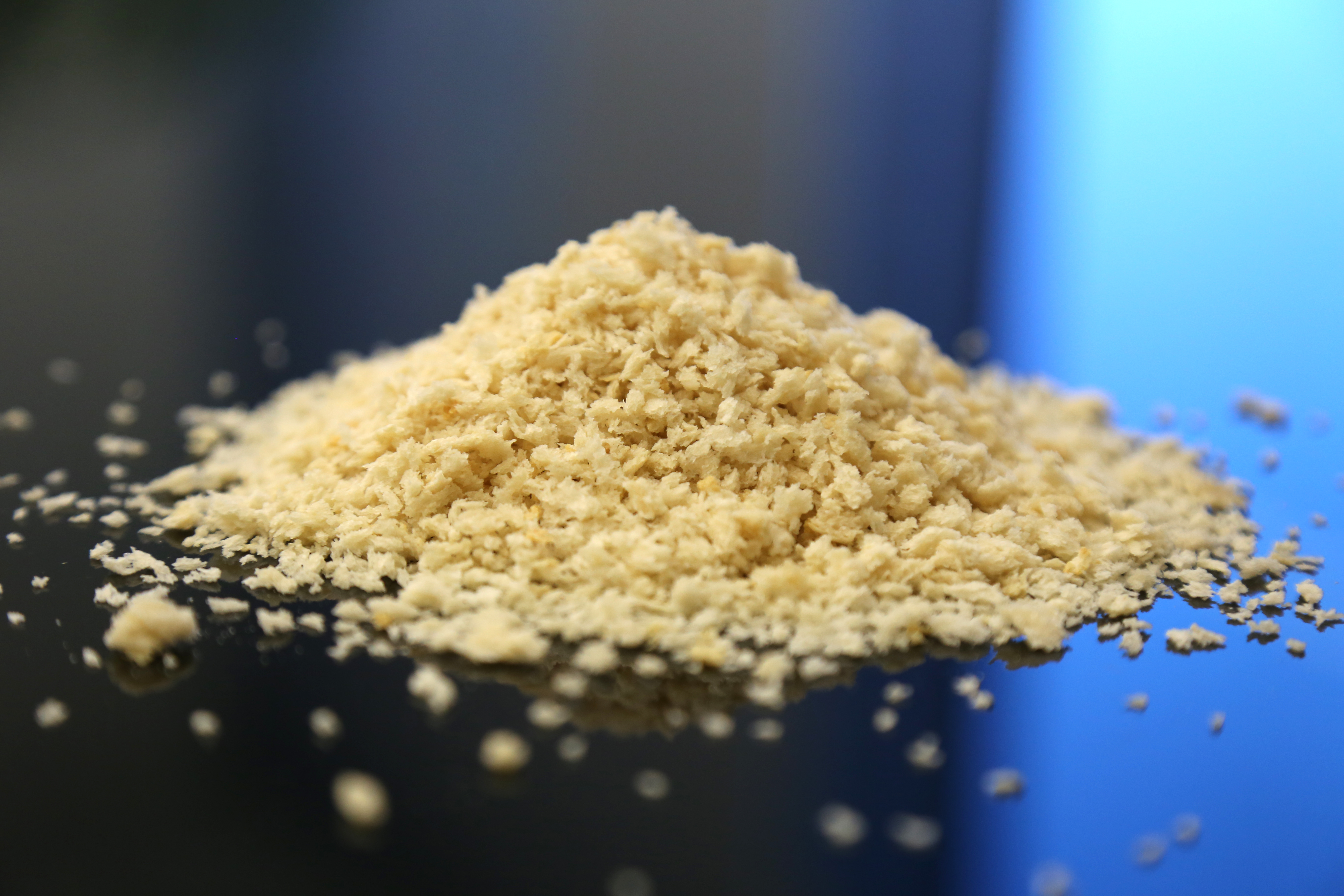
Pangrattato

Il pangrattato o pane grattugiato è un preparato alimentare costituito da pane secco pestato o macinato con vari gradi di finezza, che si usa in cucina soprattutto per impanare e gratinare; ha poi diversi usi come addensante di salse o anche come ingrediente di minestre e condimenti (per esempio, nella pasta con le sarde o in piatti a base di pasta della cucina dell'Italia meridionale).
Il nome deriva dal fatto che in origine lo si otteneva passando i pezzi di pane raffermo su una grattugia e facendo poi asciugare la mollica ottenuta in forno a bassa temperatura.
Tecnicamente si possono distinguere due tipi di pan grattato: quello bianco e quello biondo. Il primo si ottiene col metodo tradizionale, cioè grattugiando della mollica di pane raffermo con una grattugia o con una forchetta, passandola al setaccio e lasciandola poi seccare per qualche tempo; è il pangrattato più adatto a impanare i cibi che vanno fritti (come le cotolette alla milanese), ma ha lo svantaggio di non durare a lungo. Il secondo tipo si ottiene grattugiando o pestando la crosta, oppure come il primo ma facendo poi tostare leggermente la mollica in forno; si conserva anche per qualche tempo, se tenuto in vaso chiuso ermeticamente, ed è il più adatto per tutti gli usi diversi dalla frittura, in particolare per gratinare.
Bisogna stare attenti a non usare per il pangrattato pane o grissini conditi, perché i grassi si alterano rapidamente.
Oggi esistono in commercio confezioni di pangrattato (di solito miscele di bianco e biondo) prodotto artigianalmente o industrialmente.